# Li livres de jostice et de plet
Li Livres de Jostice et de Plet è una compilazione giuridica anonima redatta in antico francese intorno al 1260. 

## Tradizione manoscritta
- Paris, BnF, français 2844 Riproduzione del microfilm su Gallica

## Edizione parziale
- Pierre-Nicolas Rapetti (ed.), Li Livres de Jostice et de Plet (avec glossaire de Polycarpe Chabaille), Paris, Firmin-Didot, 1850 .